# Donald flotteur de bois
Pour plus de détails, voir Fiche technique et Distribution.
Donald flotteur de bois (Up a Tree) est un dessin animé de la série des Donald produit par Walt Disney pour Buena Vista Film Distribution Company sorti le 23 septembre 1955.

## Synopsis
Donald est bûcheron mais l'arbre qu'il veut couper se trouve être la maison de Tic et Tac qui refusent de se laisser faire...

## Fiche technique
- Titre original : Up a Tree
- Titre français : Donald flotteur de bois
- Série : Donald Duck
- Réalisateur : Jack Hannah
- Scénario : Milt Schaffer et Dick Kinney
- Animateur : Bob Carlson, Al Coe, Volus Jones et Bill Justice
- Layout : Yale Gracey
- Background : Claude Coats
- Effets visuels : Dan McManus
- Musique: Oliver Wallace
- Voix : Dessie Flynn (Tac), James MacDonald (Tic) et Clarence Nash (Donald)
- Producteur : Walt Disney
- Société de production : Walt Disney Productions
- Distributeur : Buena Vista Film Distribution Company
- Date de sortie : 23 septembre 1955[1]
- Format d'image : couleur (Technicolor)
- Son : Mono (RCA Photophone)
- Durée : 6 min
- Langue : (en)
- Pays :  États-Unis

## Voix françaises
- Sylvain Caruso : Donald Duck
- Béatrice Belthoise : Tic
- Philippe Videcoq : Tac

## Commentaires
Ce film rappelle le film Donald forestier (1949) et surtout Donald chez les écureuils (1947) dont le scénario est très proche.

## Titre en différentes langues
D'après IMDb :
- Finlande : Puunkaato, Tiku ja Taku ja ilkeä aku et Ylös yrittävän mieli
- Suède : Avsågad, Grantoppen et Piff och Puff och Kalle Anka